# Avatar (empresa)
Avatar Ltda. es una empresa privada de telecomunicaciones se especializa en el sector de la telefonía con Software Libre. En la actualidad contribuye a diferentes proyectos Open Source entre los que se destacan Destar (una interfaz web para la administración de la PBX de código abierto Asterisk y la distribución Debian GNU/Linux.

## Historia
Avatar inició operaciones en el año 2003, con un equipo de ingenieros y especialistas en telecomunicaciones interesados en el área de redes y servicios de datos y de voz.
Avatar ofrece soluciones de comunicaciones de voz, desarrollando e integrando productos y servicios innovadores que aprovechen  la infraestructura tecnológica de su compañía.
Avatar ofrece soluciones completas de comunicaciones de voz, apropiadas para todo tipo de diseños y presupuestos. La   FAMILIA DE PRODUCTOS ICOM es una plataforma de comunicaciones de voz basado completamente en VoIP y con todas las capacidades de integración a la telefonía convencional. Sus potentes características y servicios de valor agregado lo convierten en la solución de telefonía de clase mundial empresas de cualquier sector. Desde el 3 de noviembre de 2010 Avatar LTD entra en proceso de liquidación, y a partir del día 8 deja de funcionar sus servicios.

## Premios y reconocimientos
- Avatar galardonada con Premio SLUD a mejor iniciativa de Software Libre como empresa.
- DeStar obtiene 3.er puesto en Les Trophées du Libre 2007.
- Avatar pasa dos años consecutivos a la Segunda fase de los Premios Innova (2006 y 2007).